# Paul van 't Veer
Paul van 't Veer (Den Haag, 16 juni 1922 - Amsterdam, 14 mei 1979) was een Nederlandse journalist, historicus en schrijver. 
Na de handelsdagschool in Den Haag haalde Van 't Veer zijn eindexamen aan de 7e (zogenaamde literaire) HBS-A aan de Raamstraat in Den Haag. Vanaf 1942 studeerde hij twee jaar Nederlands op de School voor Taal- en Letterkunde in Den Haag. Door zijn werkzaamheden op onder anderen het departement van Handel, Nijverheid en Scheepvaart bleef hij gevrijwaard voor uitzending naar Duitsland.

## Journalist
Op 10 mei 1945 werd hij verslaggever en redacteur Overzeese Gebiedsdelen bij het Algemeen Nederlands Persbureau (ANP). Van 1946 werkte hij in die functie voor persbureau Aneta in Batavia. Ook werkte hij voor Het Vrije Volk, persbureau Reuters en de Chicago Daily Tribune. In 1950 trad hij in dienst bij de redactie buitenland van Het Vrije Volk in Amsterdam. Later zou hij op vele andere redacties werken.In 1956 werd hij enkele maanden waarnemend hoofdredacteur van Vrij Nederland.
Toen Het Vrije Volk in 1970 naar Rotterdam verhuisde ging hij over naar Het Parool. Tot zijn dood in 1979 was hij daar chef van de opiniepagina. 
Zowel voor het Vrije Volk als Het Parool maakte Van 't Veer vele reportagereizen. Zo was hij in 1967, op verzoek van de Nederlandse regering, officieel waarnemer bij de verkiezingen in Zuid-Vietnam. Vanaf 1952 was hij als radiocommentator te horen en als televisiecommentator te zien in Achter het Nieuws van de VARA.

## Historicus
In 1944 verschenen zijn eerste gedichten in clandestiene literaire blaadjes, zoals Maecenas. Na 1945 ook in De Roode Lantaarn (later Columbus) en Debuut. Essayistisch werk werd gepubliceerd in de Haagse editie van De Waarheid.
Naast zijn journalistieke werk publiceerde hij op letterkundig en historisch gebied in tijdschriften als Literair Paspoort, Libertinage en Hollands Maandblad. Zijn eerste boeken hadden vooral te maken met Indonesië. Zo schreef hij over mensen als Dirk van Hogendorp, F.W. Junghuhn, W.R. van Hoëvell, S.E.W. Roorda van Eysinga en H.H. van Kol. 
Van 't Veer raakte spoedig geboeid door de figuur van Multatuli. Zo verscheen na de (her)uitgave van Liefdesbrieven van Multatuli in 1979 postuum Het leven van Multatuli.

## Erkenning
In 1979 won Van 't Veer postuum de Prijs voor de Dagbladjournalistiek. Het was de bekroning voor 14 opiniërende artikelen die op zijn opiniepagina van het Parool waren verschenen. Deze opstellen verschenen in brochurevorm onder de titel Geen blad voor de mond.